# Abendlicht
Abendlicht ist ein Prosaband von Stephan Hermlin von 1979. Er gilt als sein wichtigstes Werk.

## Inhalt
In 22 Texten beschreibt ein Ich-Erzähler in der Rückschau Erinnerungen aus seinem Leben. Es werden Kindheitserlebnisse im großbürgerlichen Elternhaus, der Weg des kritischen Jugendlichen in die Kommunistische Partei und  Eindrücke aus der Zeit des Nationalsozialismus geschildert, und immer wieder der Versuch von Widerstand. Es geht dem Autor um einen menschlicheren Umgang in der Gesellschaft.
Der Text zeichnet sich durch poetische Dichte und sprachliche Qualität aus.

## Geschichte
Als der Prosaband 1979 im Reclam Verlag in Leipzig und im Klaus Wagenbach Verlag in West-Berlin erschien, wurde er von Literaturkritikern in Ost und West für seine literarische Qualität viel gelobt. Er wurde bald zu den wichtigsten Neuerscheinungen der DDR-Literatur dieser Zeit, wie Kindheitsmuster von Christa Wolf und Zweiundzwanzig Tage oder die Hälfte des Lebens von Franz Fühmann, gezählt. Es gab in den folgenden Jahrzehnten Übersetzungen in zehn Sprachen sowie zahlreiche Neuauflagen in der DDR und in der Bundesrepublik.
1996 warf der Literaturkritiker Karl Corino dem Autor Stefan Hermlin vor, er habe es stillschweigend geduldet, dass Angaben aus dem Abendlicht als autobiographische Fakten in biographischen Nachschlagewerken und weiteren Texten angesehen wurden. Corino wies detailliert nach, dass viele Einzelheiten aus dem Prosaband sich erheblich von Stephan Hermlins tatsächlichem Leben und dem seiner Familie unterschieden. Dieser hatte nie explizit behauptet, dass die Texte hundertprozentig autobiographisch seien, aber auch den daraus abgeleiteten falschen  Angaben teilweise nicht widersprochen.
2015 gab der Verlag Klaus Wagenbach eine weitere Neuauflage heraus, der diesmal auch ein kommentierendes Nachwort der DDR-Schriftstellerin Kathrin Schmidt beigefügt war.

## Ausgaben
- Stephan Hermlin: Abendlicht. Reclam, Leipzig 1979, 8 Auflagen bis 1994
- Stephan Hermlin: Abendlicht. Wagenbach, Berlin, 1979; mehrere Neuauflagen bis 2015

## Rezensionen (Auswahl)
- Reinhard Lettau: Radikalität des Schreibens, in Der Spiegel, 49/1979 vom 2. Dezember 1979 Text
- Stefan Tuczek: Erinnerungen und Bekenntnisse eines Kommunisten. Über eine enttäuschende Neuausgabe von von Stephan Hermlins „Abendlicht“  Literaturkritik, 2015
- Stephan Hermlins „Abendlicht“. Die Idee eines menschlichen Sozialismus Deutschlandfunk vom 14. April 2015